# Dear Percy
Dear Percy è un cortometraggio muto del 1916 diretto da Charles Dickson.

## Produzione
Il film fu prodotto dalla Vitagraph Company of America.

## Distribuzione
Distribuito dalla V-L-S-E, il film - un cortometraggio in una bobina - uscì nelle sale cinematografiche statunitensi il 31 luglio 1916.